# Урсеју (Дамбовица)
Урсеју (рум. Urseiu) насеље је у Румунији у округу Дамбовица у општини Вишинешти. Oпштина се налази на надморској висини од 397 m.

## Становништво
Према подацима из 2002. године у насељу је живело 826 становника, од којих су сви румунске националности.